# Бизаардварк
„Бизаардварк“ е американски комедиен сериал с участието на Мадисън Хю, Оливия Родриго, Джейк Пол, ДиВор Ледридж, и Итън Уокър. Първият епизод е излъчен по Disney Channel на 24 юни 2016 г.

## Сюжет
Сериалът се фокусира върху Франки и Пейдж, две тийнейджърки най-добри приятелки, които публикуват забавни песни и комични клипчета в Интернет. След достигането на 10 000 абонати в канала им в Vuuugle Бизаардварк (образувано от думите „странен“ и „тръбозъб“), те се преместват в Vuuugle Studios, където правят своите клипове и ги споделят с други „Vuuuglers“.

## Герои

### Главни герои
- Франки Уонг (Медисън Хю) – една от звездите в Бизаардварк, която играе като пианистка.
- Пейдж Олвера[1] (Оливия Родриго) друга звезда Бизаардварк, която свири на китара.
- Дърк Ман (Джейк Пол) – звезда в Предизвикай ме брато.
- Амелия Дакворт (ДиВор Ледридж) – звезда в Съвършено съвършенство с Амелия , където дава модни съвети.
- Бърнард „Бърни“ Шопс[1] (Итън Уокър) приятел на Франки и Пейдж и е техен агент.

### Повтарящи се
- Лиъм (Джонатан Маклейн) – син на създателя на Vuuugle, който говори с Vuuuglers чрез роботизиран екран.
- Анджело (Джими Фоули) е личен асистент на Амелия, който не говори много.

## В България
В България сериалът се излъчва от 2016 г. по Disney Channel със синхронен дублаж на Александра Аудио. В него участват Никол Ризова, Деа Майсторска, Живко Станев (Дърк) и други. Режисьор на дублажа е Живка Донева.